# Calamagrostis quadriseta
Calamagrostis quadriseta är en gräsart som först beskrevs av Jacques-Julien Houtou de La Billardière, och fick sitt nu gällande namn av Spreng.. Calamagrostis quadriseta ingår i släktet rör, och familjen gräs. Inga underarter finns listade i Catalogue of Life.